# NGC 191A
NGC 191A (ook wel  PGC 2332, IC 1563, MCG -2-2-76 of ARP 127) is een lensvormig sterrenstelsel in het sterrenbeeld Walvis.